# Waste Land
Waste Land ist ein brasilianisch-britischer Dokumentarfilm aus dem Jahr 2010. Lucy Walker begleitete mit der Kamera ein Kunstprojekt mit Müllsammlern auf einer Müllkippe bei Rio de Janeiro in Brasilien.

## Handlung
Die Grundlage des Filmes bildet ein Kunstprojekt des in Amerika wohnhaften brasilianischen Bildhauers und Fotografen Vik Muniz, was sich darin widerspiegelt, dass er mit den Sammlern auf der Müllkippe Jardim Gramacho nahe Rio de Janeiro, die sich ihren Lebensunterhalt damit verdienen, dass sie verwertbaren Abfall wie Metalle oder auch PET-Kunststoff etc. sammeln und ihn an Zwischenhändler verkaufen, Kunst gestaltet, zum Teil aus Müll. Das Projekt wurde dabei von der Britin Lucy Walker und deren Crew filmisch begleitet, so dass der Dokumentarfilm Waste Land entstand. Daneben befasst sich der Film intensiv mit der Lebenssituation und sozialen Lage der Müllsammler.
Waste Land erhielt einige Auszeichnungen, darunter vom Sundance Film Festival (Publikumspreis) und der Berlinale. Daneben war der Film für den Oscar 2011 nominiert.
Der Kinostart in Deutschland war der 26. Mai 2011.